# Jean-Éric Vergne
Jean-Éric Serge Raymond Vergne, noto anche con lo pseudonimo di JEV (Pontoise, 25 aprile 1990), è un pilota automobilistico francese vincitore di due campionati di Formula E, nel 2017-18 e nel 2018-19.

## La carriera

### Gli Inizi in monoposto e kart

#### Gli esordi nel kart
Vergne iniziò la sua carriera nel 2001, diventando tre anni dopo vicecampione del campionato francese di kart denominato Rotax Max. Nel 2005 fu ancora secondo nel campionato europeo ICA, dietro a James Calado. L'anno seguente fu settimo nel campionato mondiale KF1 tenuto ad Angerville, vicino a Parigi.

#### Le Formula Renault 1.6 e 2.0
Nel 2007 fece il suo esordio nelle vetture a ruote scoperte, partecipando al campionato francese di Formula Renault Campus, in cui s'impose abbastanza agevolmente, ottenendo dieci podî sulle tredici gare programmate. Divenne così membro del Red Bull Junior Team e della Fédération Française du Sport Automobile (FFSA).
Nel 2008 Vergne prese parte sia all'Eurocup Formula Renault 2.0 che alla Formula Renault 2.0 West European Cup con il team SG Formula. Giunse sesto nell'Eurocup, facendo segnare nove punti in 14 gare, incluso un podio a Barcellona. Nella West European Cup, giunse quarto, con tre podî.
In entrambe le serie fu nominato miglior esordiente della stagione e, in quanto miglior pilota francese della West European Cup, vinse il titolo nazionale della Formula Renault 2.0.
Anche nel 2009 Vergne s'impegnò in entrambi i campionati, sempre al volante di una vettura gestita dal SG Formula. Terminò secondo, sempre alle spalle dello spagnolo Albert Costa, sia nell'Eurocup che nel WEC.

#### La Formula 3
L'anno seguente Vergne passò alla F3 inglese, col team Carlin. Nella stagione ottenne dodici successi, inclusa una vittoria sul Circuito di Spa-Francorchamps. Con questi risultati s'impose nel campionato con ben sei gare d'anticipo. Per il terzo anno consecutivo, dopo
Jaime Alguersuari nel 2008 e Daniel Ricciardo nel 2009, un pilota del Red Bull Junior Team vinceva il campionato britannico con la Carlin.
Nella stagione Vergne partecipò anche ad alcune gara fuori campionato come il Masters of Formula 3 a Zandvoort, ove chiuse quarto, e nel Gran Premio di Macao ove chiuse settimo. In entrambe le occasioni fu il migliore tra i piloti provenienti dal campionato britannico.

#### La GP3 Series
Nel maggio del 2010 Vergne firmò col team francese Tech 1 per correre nella gara inaugurale della GP3 Series a Barcellona. Fu poi rimpiazzato da Jim Pla per la gara successiva sull'Istanbul Park, in quanto impegnato nella F3, poi ritornò per la gara di Valencia.
Tuttavia, in luglio, venne annunciato che lo spagnolo Daniel Juncadella lo avrebbe sostituito fino al termine della stagione.

#### La Formula Renault 3.5 Series

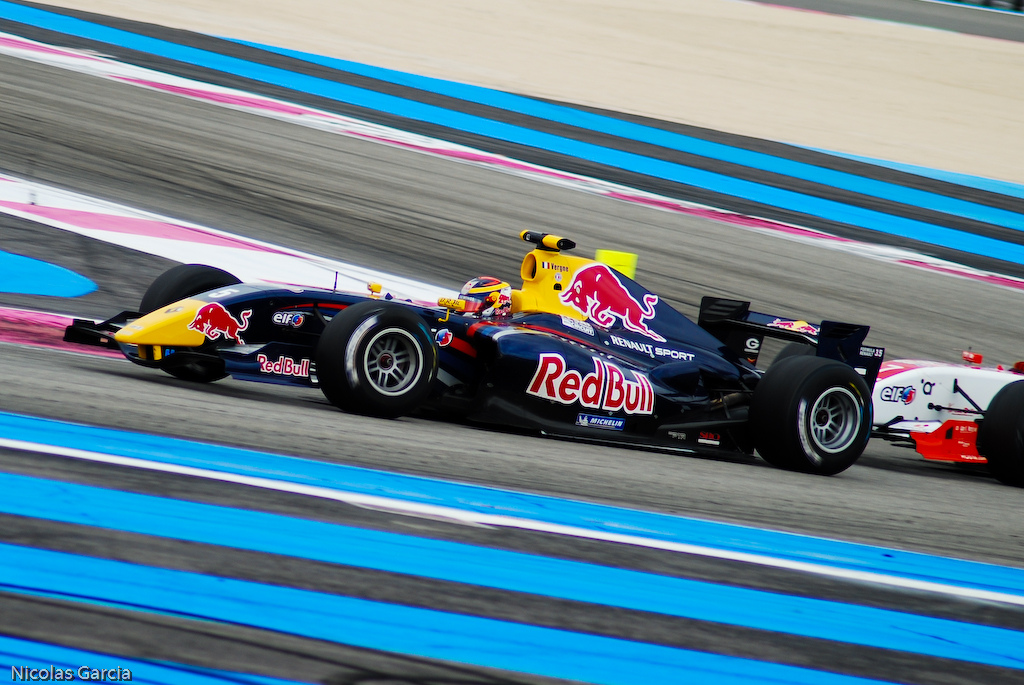
Vergne impegnato nella Formula Renault 3.5 Series del 2011.

Nel 2010 Vergne avrebbe dovuto correre anche nella Formula Renault 3.5 Series, sempre con SG Formula. La rinuncia del team però consentì al francese di concentrarsi solo sul campionato di F3 britannico.
A luglio però fu annunciato che Vergne avrebbe rimpiazzato Brendon Hartley alla Tech 1 Racing per i tre eventi finali del campionato, dopo che il neozelandese era uscito dal Red Bull Junior Team. Anche se presente in poche gare Vergne sarà capace di giungere ottavo nel campionato, ottenendo quattro podi, tra cui una vittoria a Silverstone, dopo la squalifica di Esteban Guerrieri.
Vergne passò nel 2011, a tempo pieno, nella categoria, tornando a competere per la Carlin. Dopo aver vinto a Spa in gara 2, s'impose nella seconda gara anche a Monza, ma venne penalizzato per un taglio di chicane, terminando così terzo. Successivamente la CSAI riformò il verdetto, restituendo la vittoria al francese. Vergne vinse anche le due gara sull'Hungaroring e la gara 1 al Paul Ricard, giungendo così, all'ultimo weekend gara a Barcellona, secondo in classifica dietro al compagno di scuderia Robert Wickens, di soli due punti.
Dopo essere giunto secondo in gara 1, nella gara finale i due compagni di team si toccarono, tanto che il canadese fu costretto al ritiro. Vergne fu capace invece di proseguire, prima di essere costretto al ritiro per un contatto con Fairuz Fauzy, diventando così vicecampione con nove punti di svantaggio da Wickens.

### Formula 1
Il francese ebbe il suo primo contatto con una vettura di Formula 1 al Goodwood Festival of Speed nel luglio 2010, quando guidò una Red Bull RB5. Nel settembre venne confermato che Vergne avrebbe preso parte ai test per giovani piloti da tenere sul Yas Marina Circuit a novembre, con una Scuderia Toro Rosso STR5.
Il primo giorno segnò il settimo miglior tempo in 1'42"489, completando 93 giri.
Il secondo giorno chiuse nono con 1'40"974, solo 0"030 secondi dietro la Williams del campione 2010 della GP2 Pastor Maldonado. Fu poi costretto ad abbandonare presto i test per raggiungere Macao, ove avrebbe preso parte al Gran Premio di F3.
Durante il fine settimana del Gran Premio di Spa fu confermato che Vergne avrebbe partecipato a qualche sessione di prove libere del venerdì nei gran premi con la Toro Rosso. L'esordio avvenne nelle prove del Gran Premio di Corea.

#### 2012-2014: Toro Rosso

##### 2012

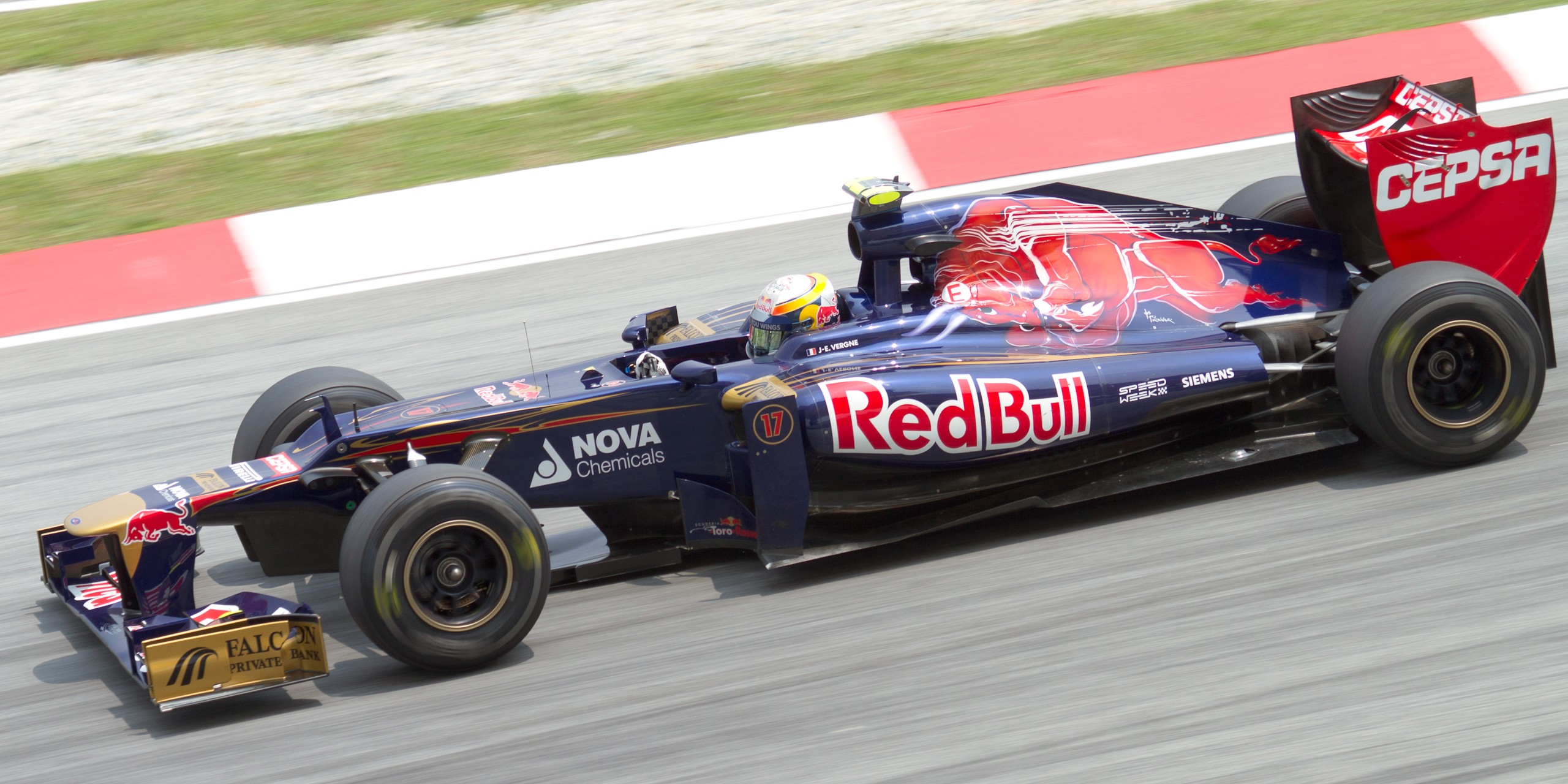
Vergne impegnato nelle prove libere del Gran Premio della Malesia 2012.

Il 15 dicembre 2011, la scuderia Toro Rosso ufficializza che per il 2012 Jean-Eric sarà pilota titolare, insieme a Daniel Ricciardo, rimpiazzando Sébastien Buemi e Jaime Alguersuari. Gli unici risultati di rilievo sono due ottavi posti in Malesia e in Belgio, grazie ai quali conquista i suoi primi punti in Formula 1. Va a punti anche in Corea, dove giunge ottavo precedendo il compagno di squadra e la McLaren di Lewis Hamilton.A Singapore Vergne viene coinvolto in un pericoloso incidente con Michael Schumacher, causato da un'errata frenata del tedesco.
In India la sua gara è condizionata da un contatto iniziale con Michael Schumacher. Nell'ultima gara della stagione in Brasile chiude in ottava posizione.
Termina la sua prima stagione in Formula 1 al 17º posto con 16 punti precedendo il compagno di squadra, Daniel Ricciardo, per 6 punti di differenza con l'australiano.

##### 2013

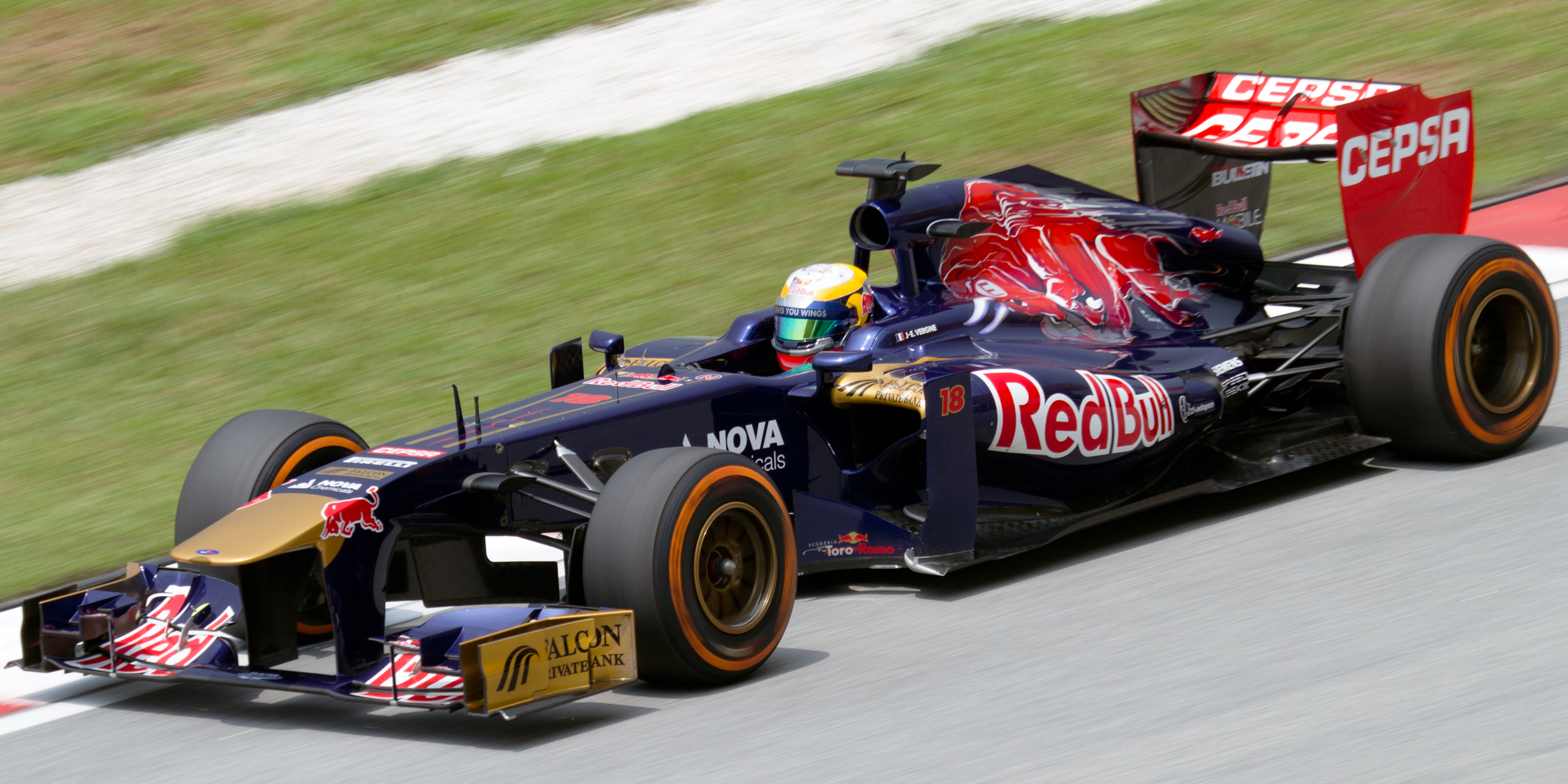
Vergne al Gran Premio della Malesia 2013

Per la stagione successiva il pilota francese viene riconfermato dalla scuderia italiana. Il francese ottiene i primi punti stagionali nel secondo Gran Premio in Malesia grazie a un 10º posto. Dopo tre gare senza punti, con un 12º posto e due ritiri, Vergne torna a punti a Monaco, dove giunge 8º. In Canada, eguaglia il miglior risultato in qualifica della scuderia della stagione e del Gran Premio del Bahrein 2012, conquistando un buon settimo posto davanti al compagno decimo. Era dal Gran Premio d'India 2011 che entrambe le Toro Rosso non entravano in Q3. In gara ottiene un ottimo sesto posto, risultato che mancava alla Toro Rosso dal Gran Premio del Brasile 2008.
Per il resto della stagione, però il francese non ottenne punti ma venne comunque confermato per la stagione successiva.

##### 2014

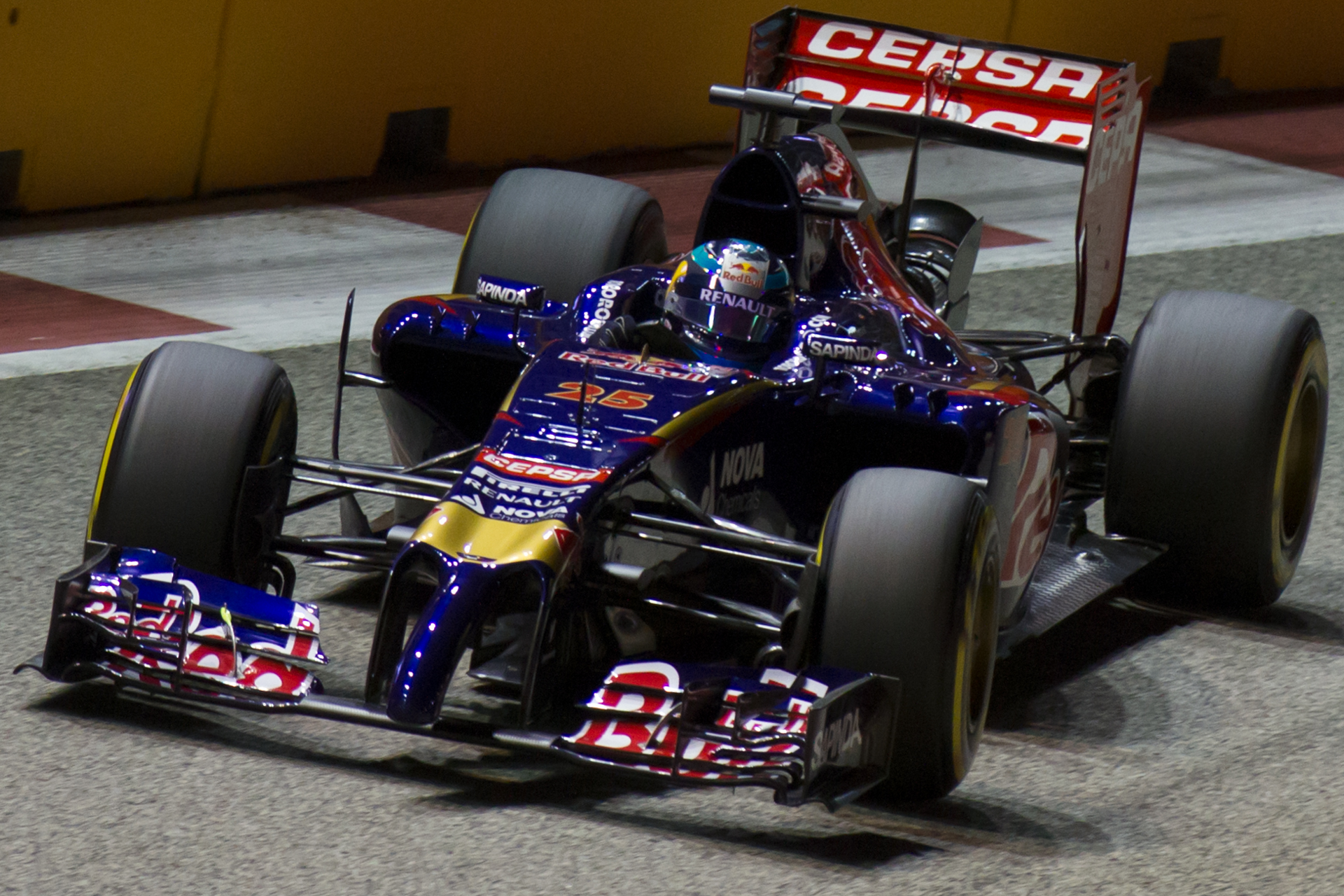
Vergne durante il Gran Premio di Singapore

Nel 2013 viene annunciato che Vergne avrebbe ancora guidato per la Toro Rosso, affiancato dal debuttante russo Daniil Kvjat, che avrebbe sostituito Daniel Ricciardo, passato alla Red Bull. Nella prima gara in Australia si qualifica sesto, davanti a piloti come Kimi Räikkönen, Sebastian Vettel e Jenson Button, per poi finire la gara al nono posto, davanti al compagno di squadra. Anche in Malaysia si qualifica bene, al nono posto, ma dopo una brutta partenza sarà protagonista di un incidente con le Marussia e le Caterham. Anche in Bahrain si ritira, a causa di una gomma bucata dal pilota venezuelano Pastor Maldonado. In Cina, Vergne ottiene nuovamente un nono posto in qualifica, ma, sempre complice di una cattiva partenza, finirà la gara al dodicesimo posto, con Kvjat al decimo. Arrivati alla prima tappa europea, in Spagna, Vergne ottiene una penalità di 10 posizioni in griglia a causa di una gomma fissata male nella sessione di prove libere. Pur disputando una buona gara, si ritirerà per la terza volta in 5 gare, per un problema tecnico. In Canada ottiene un buon 8º posto, ma in Austria si ritira di nuovo. A Silverstone, Vergne si qualifica tra i primi dieci, per poi finire la gara decimo, complice anche di un contatto alla partenza con Nico Hülkenberg. In Ungheria, dopo una qualifica all'ottavo posto in condizioni bagnate, Vergne riesce a raggiungere e mantenere per un discreto numero di giri il 2º posto, lottando con Lewis Hamilton, Nico Rosberg e Sebastian Vettel. A Singapore Vergne ottiene un impressionante 6º posto, grazie ad una serie di sorpassi spettacolari negli ultimi 4 giri della gara, pur incorrendo in due penalità. In Giappone, partendo 20º ottiene un solido nono posto in condizioni bagnate. In Russia avrà una buona qualifica all'ottavo posto, e salirà in gara fino al quinto, per poi finire la gara al 13º posto complice il degrado delle gomme. Ad Austin, in Texas, si rende protagonista di una spettacolare manovra su Romain Grosjean, che però verrà punita con una penalità. Da notare anche il duello con l'ex compagno Daniel Ricciardo nel round finale del campionato, ad Abu Dhabi. Nell'agosto 2014 la Scuderia Toro Rosso comunica che Vergne non farà parte della squadra nel 2015, avendo deciso di sostituirlo con il diciassettenne olandese Max Verstappen. Chiude la stagione al 13º posto con 22 punti. Il miglior piazzamento in classifica rispetto al compagno di squadra non gli è valso la riconferma da parte del team. In seguito si libererà il posto in Red Bull, lasciato da Sebastian Vettel (andato in Ferrari). Questo posto verrà prontamente preso da Daniil Kvjat stesso. Il buco in Toro Rosso verrà colmato dallo spagnolo figlio d'arte Carlos Sainz Jr., lasciando Vergne senza sedile per il 2015, nonostante la migliore stagione della carriera.

#### 2015-2016: Collaudatore della Ferrari
Il 19 dicembre 2014 viene reso ufficiale il suo impegno, per la nuova stagione, come collaudatore della Ferrari.
Viene confermato come collaudatore anche l'anno successivo. Il 3 maggio testa le mescole Pirelli 2017 con una Ferrari F14 T sul Circuito di Fiorano.

### Formula E

#### 2014-2015: Team Andretti

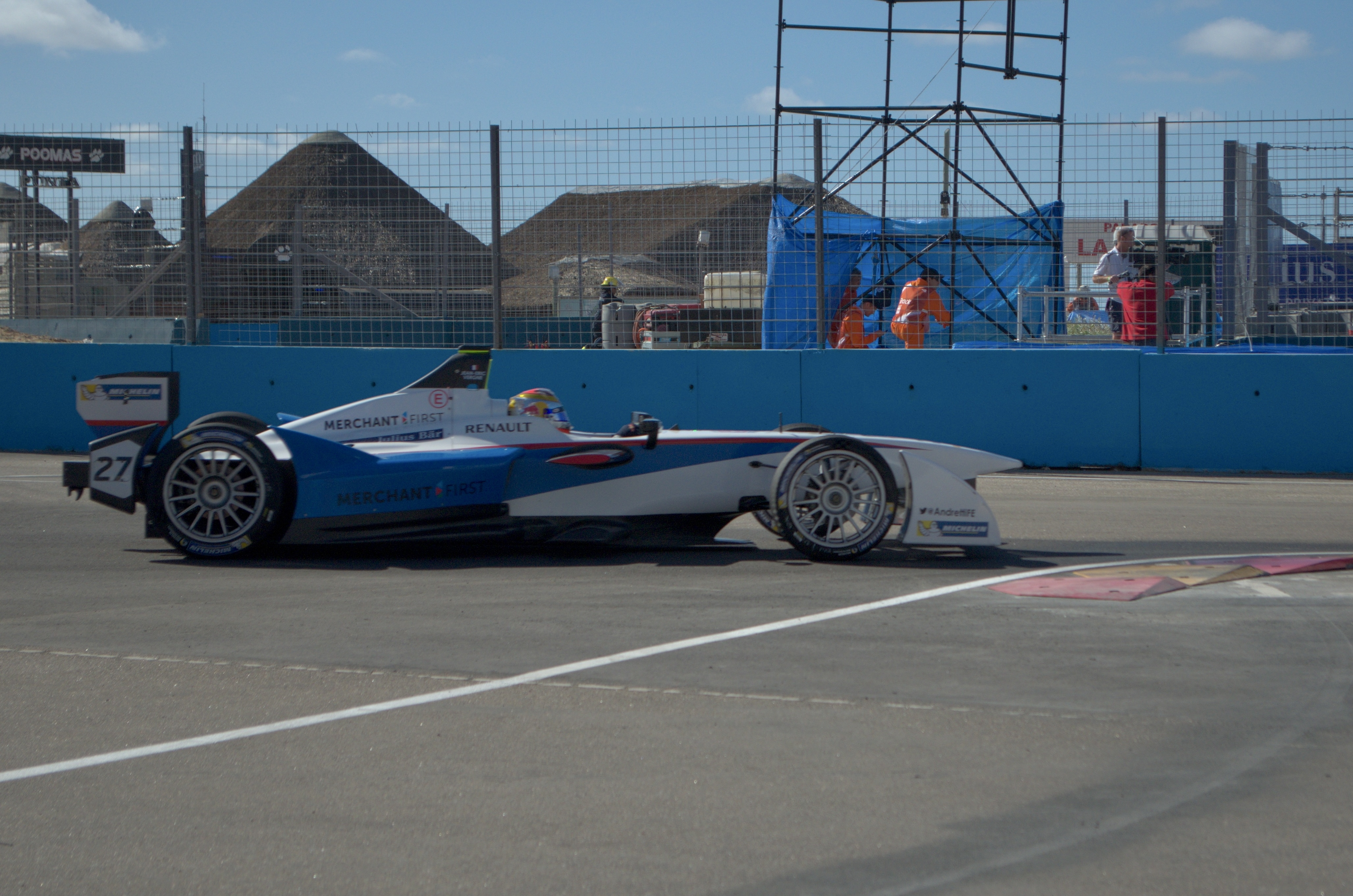
Vergne a Punta del Este col team Andretti.

Terminata l'esperienza in Formula 1, nel dicembre 2014, viene ingaggiato dal Team Andretti in Formula E. Ottiene la sua prima pole position all'esordio nell'E-Prix di Punta del Este, ma è costretto al ritiro mentre era in lotta per la vittoria. A Buenos Aires invece il francese giunge al sesto posto. Nel corso della stagione Vergne ottiene 62 punti, 2 podi e 3 pole position. Al termine della stagione, conclusasi al settimo posto migrerà verso il Team Virgin.

#### 2015-2016: Virgin Racing

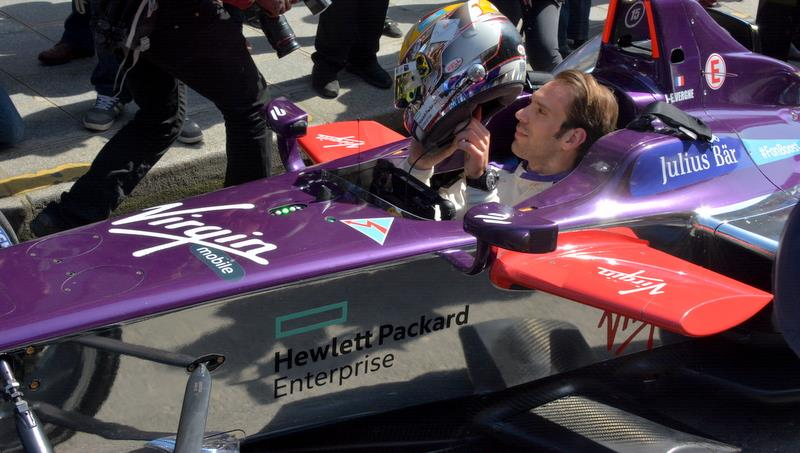
Vergne con il Team Virgin

Nel luglio 2015 viene annunciato il passaggio de Vergne al Team Virgin. La stagione inizia male, con un solo piazzamento a punti nelle prime 5 gare. La sua stagione migliora a partire dall'E-Prix di Parigi, dove giunge secondo. Continua la serie positiva anche nelle successive 2 gare ottenendo una pole position ed un 3 posto. Tuttavia a fine stagione non viene riconfermato per la stagione successiva.

#### 2016-2022: Techeetah

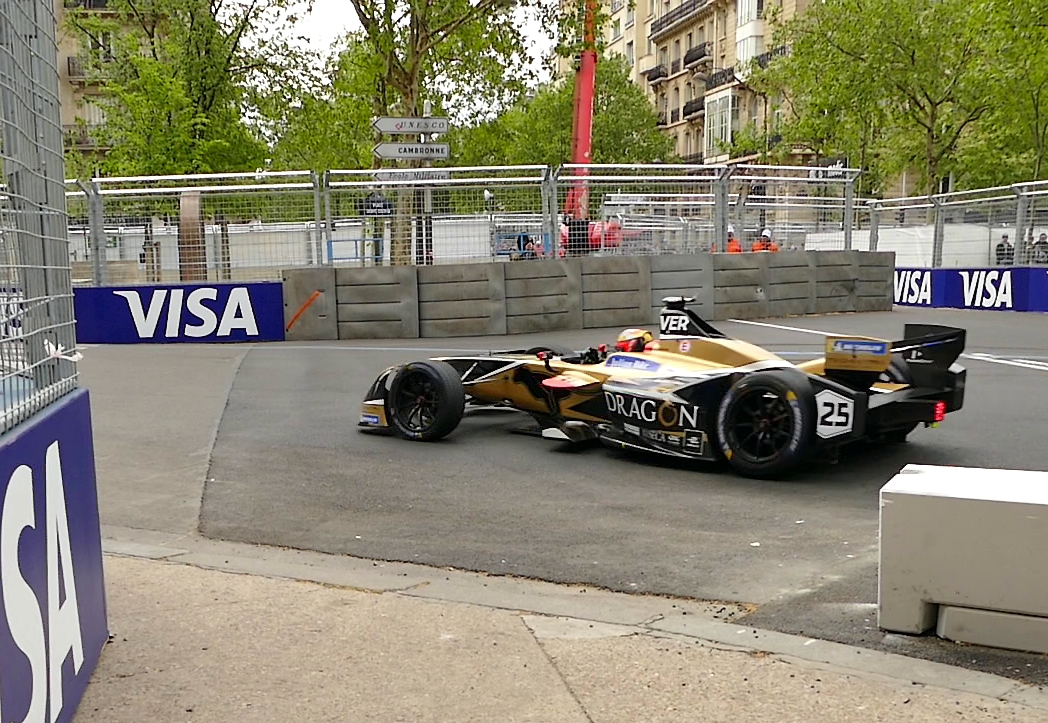
Vergne a Parigi nel 2018.

Per la terza stagione il francese viene ingaggiato dal team cinese Techeetah. Dopo un inizio travagliato, il francese ottenne un secondo posto nel terzo appuntamento stagionale a Buenos Aires, risultati bissato nella gara successiva. Dopo quattro gare poco entusiasmanti torna a podio nella prima gara dell'E-Prix di New York.
Per la stagione successiva viene confermato dal team, e ottiene la pole nella prima gara stagionale ad Hong Kong. A Santiago ottiene la sua seconda vittoria nella categoria, dopo aver ottenuto la sua sesta pole-position. In seguito alla prima gara dell'E-Prix di New York, che conclude in quinta posizione, vince il titolo di campione della stagione 2017-2018 di Formula E. Conclude l'annata con la vittoria nella gara 2 dell'E-Prix di New York, che rappresenta la quarta vittoria della stagione e conferma l'ottima regolarità del pilota francese, unico ad aver conquistato punti in tutti gli appuntamenti.
Per la stagione 2018-2019 viene confermato dal team insieme ad André Lotterer. Nella prima gara a Dirʿiyya arriva secondo dietro Félix da Costa, dopo tre gare senza raccogliere nessun punto arriva la prima vittoria stagionale nel E-Prix di Sanya. Il francese nel corso della stagione vince anche a Monaco e Berna, portandolo a vincere per il secondo anno il campionato di Formula E.
Nella sesta stagione viene confermato dalla DS Techeetah insieme al nuovo compagno di team António Félix da Costa. Nella prime quattro gare il pilota francese conquista pochi punti, ma nel E-Prix di Marrakech conquista il terzo posto. Per colpa della Pandemia di Covid-19 molte gare vengono cancellate e le sei gare finali vengono disputate tutte a Berlino, nella quarta gara Vergne conquista la sua prima e unica vittoria stagionale. Conclude la stagione al terzo posto distante 72 punti dal suo compagno di team, da Costa vincitore del campionato.

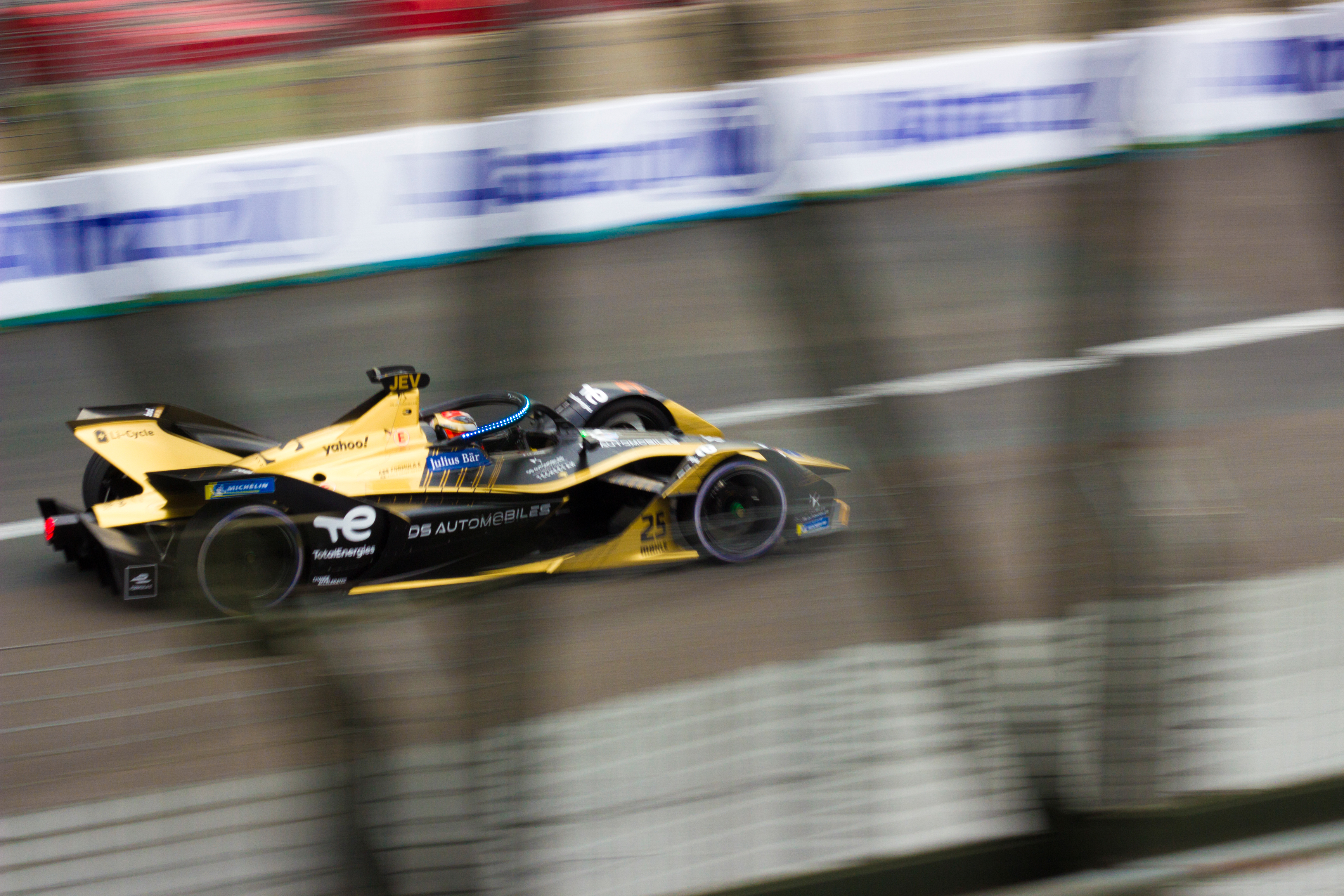
Jean-Éric Vergne durante l'E-Prix di Città del Messico 2022

Insieme a da Costa viene confermato dalla DS Techeetah per la stagione successiva. Nel E-Prix di Roma conquista la sua decima vittoria nella categoria davanti ai due piloti della Jaguar. A Roma rimane l'unico successo stagionale per il pilota francese, che chiude decimo in classifica.
Vergne insieme a da Costa vengono confermati dal team DS Techeetah per la stagione 2022. L'inizio della stagione è positivo, chiude le prime cinque gare a punti e conquista anche due podi, il primo nel E-Prix di Città del Messico e il secondo nel E-Prix di Roma dove ha conquistato anche la Pole position. Nelle successive quattro gare Vergne ottiene altri tre podi, un terzo posto nel E-Prix di Monaco e due secondi posti, il primo nel E-Prix di Berlino e il secondo nel E-Prix di Giacarta. Vergne chiude la stagione al quarto posto molto distante dal campione Stoffel Vandoorne.

#### 2022 - presente: DS Penske

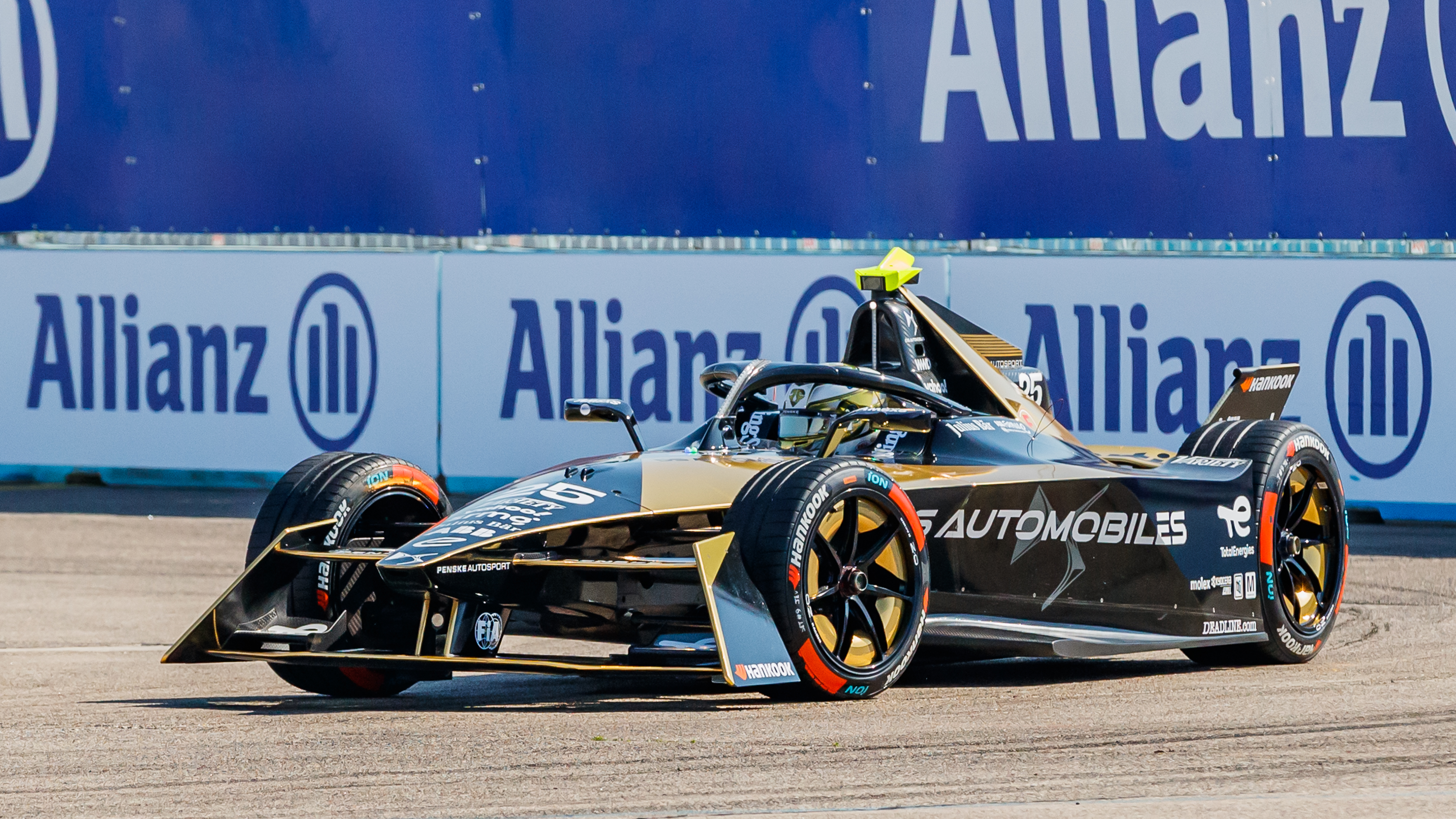
Vergne a Berlino nel 2023.

Per la stagione 9 della Formula E, la prima della nuova Gen3 di vetture, la DS Automobiles lascia Techeetah e si unisce al Team Penske. Vergne si unisce al nuovo team insieme al campione in carica Stoffel Vandoorne. Nelle prime tre gare della stagione, il pilota francese ottiene solo sei punti, ma nella quarta gara del anno, l'E-Prix di Hyderabad, torna alla vittoria che gli mancava dall'E-Prix di Roma 2021. Vergne stava per bissare il successo anche a Città del Capo, ma al penultimo giro viene superato da António Félix da Costa e chiude al secondo posto. Nella seconda dell'E-Prix di Berlino ottiene il suo terzo podio nella stagione arrivando terzo dietro a Nick Cassidy e Jake Dennis.
Vergne viene confermato dal team anche per la stagione successiva. Al primo E-Prix della stagione 2024, si è classificato sesto, diventando solo il secondo pilota nella storia di questo sport a raggiungere i 1 000 punti in carriera. Vergne si dimostra molto costante, non riesce a raggiungere la vittoria ma ottiene tre podi. A fine stagione chiude quinto in classifica.

### Campionato del mondo endurance (WEC)

#### 2017: Manor

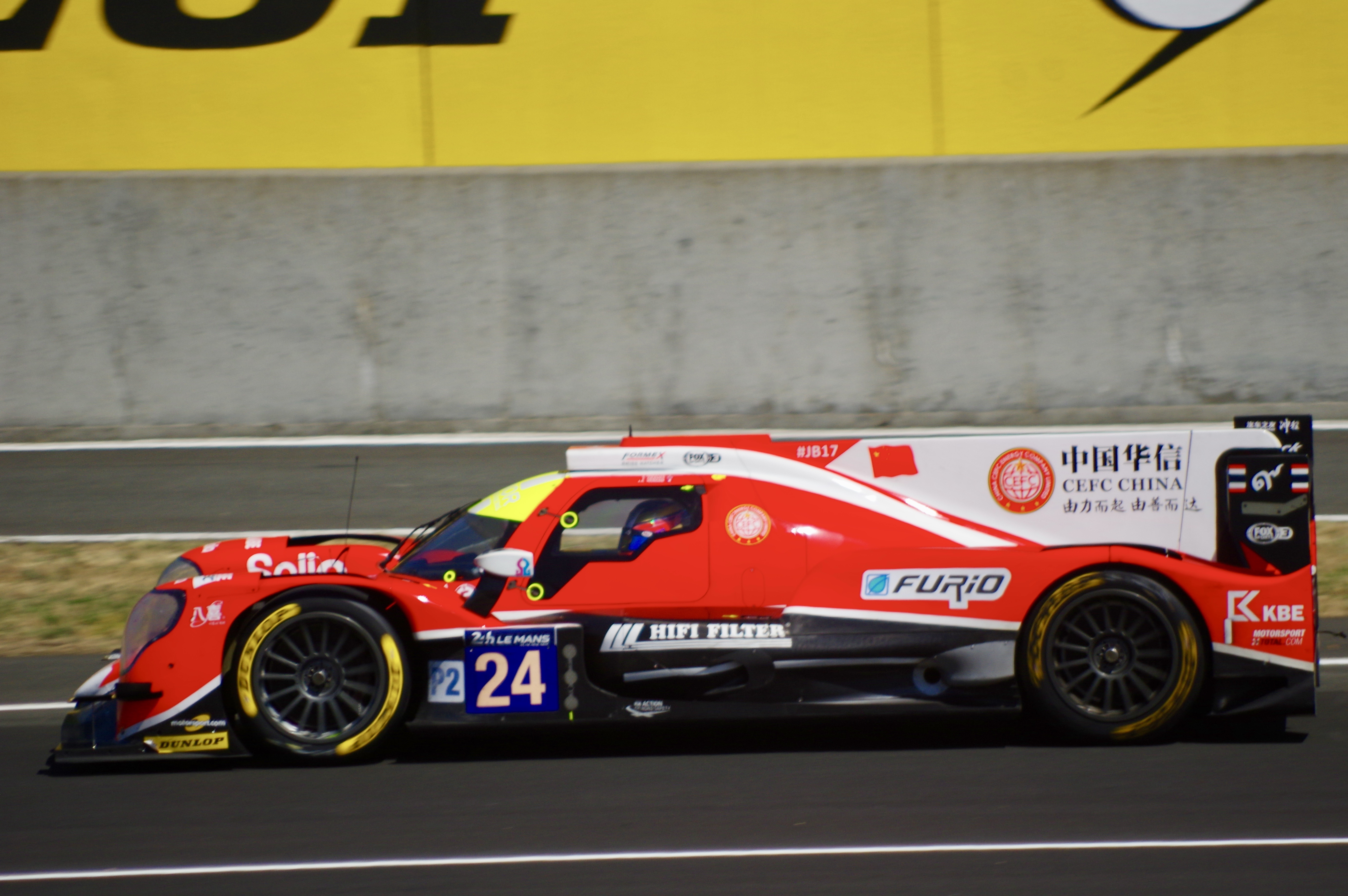
Jean-Éric Vergne con il team Manor TRS Racing

Nel 2017 esordisce nel Campionato del mondo endurance con il team Manor TRS Racing, gareggiando nella classe LMP2 a guida della Oreca 07. Il francese con i suoi compagni si dimostra costante ottenendo sempre piazzamenti in top 10 tra cui il suo primo podio nella 6 Ore del Messico. Vergne chiude decimo in classifica piloti pur avendo saltato la 6 Ore del Nürburgring per gli impegni in Formula E.

#### 2018-2020: TDS Racing e G-Drive

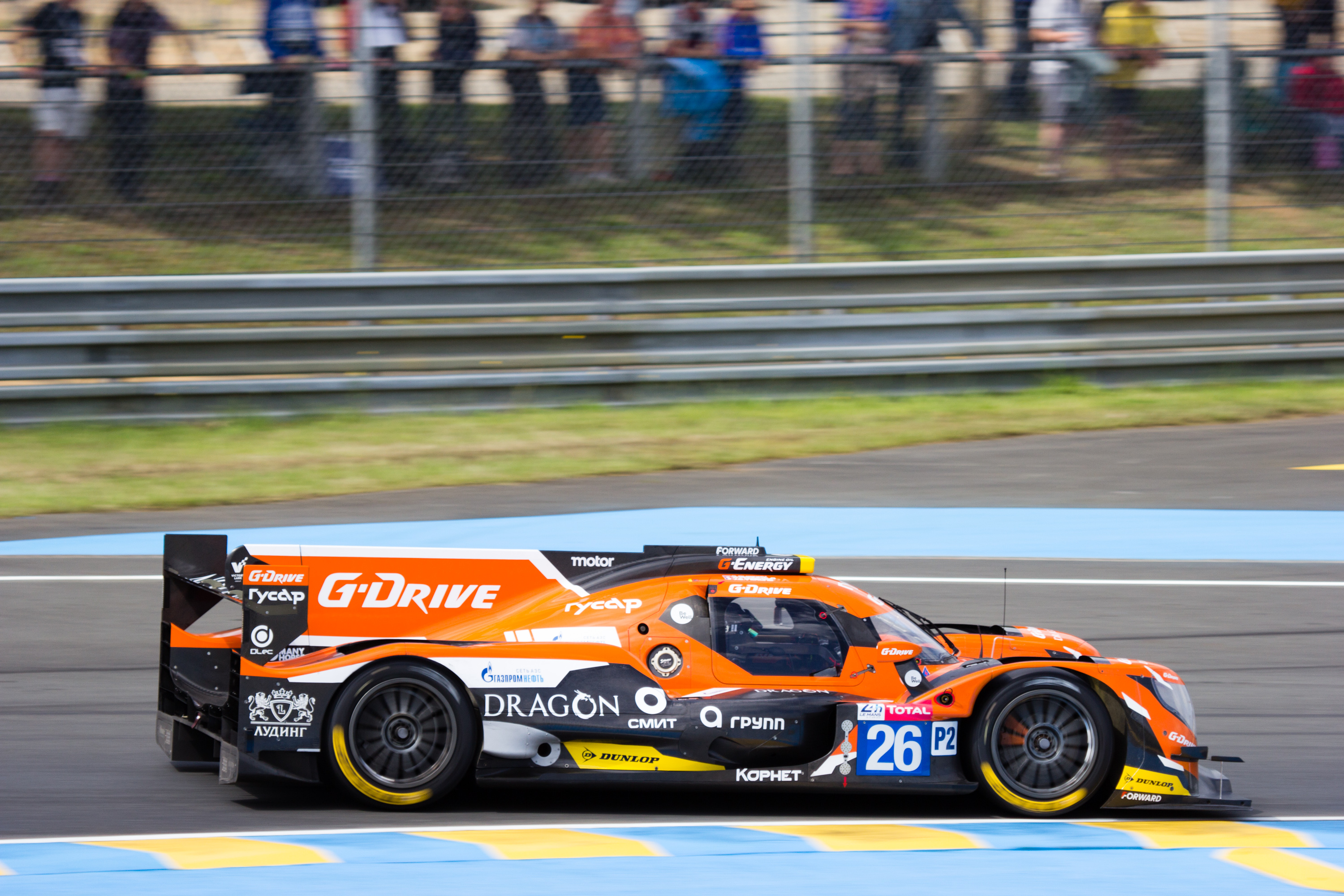
Jean-Éric Vergne con la G-Drive Racing numero 26

Nel 2018 partecipa con G-Drive Racing alla European Le Mans Series dove conquista tre vittorie e chiude secondo in classifica pur avendo saltato una gara, ma porta il team a vincere la loro classifica. Vergne sempre con il team russo partecipa alla 24 Ore di Le Mans del 2018. L'equipaggio formato anche da Roman Rusinov e Andrea Pizzitola si dimostra veloce vincendo nella classe LMP2 ma dopo la gara viene trova una iregolarità nella vettura ed vengono squalificati. Nel resto della stagione 2018-2019 del WEC partecipa alla 6 Ore del Fuji con il team TDS Racing e ritorna con il team russo a Le Mans nel 2019 dove chiude 11º in generale e 6° nella classe LMP2. Nel 2020 partecipa con G-Drive per la quarta volta alla 24 Ore di Le Mans, il francese viene affiancato alla guida della Aurus 01 da Roman Rusinov e Mikkel Jensen. Concludono ben 367 e finiscono quinti nella loro categoria (LMP2).

#### 2022-: Peugeot

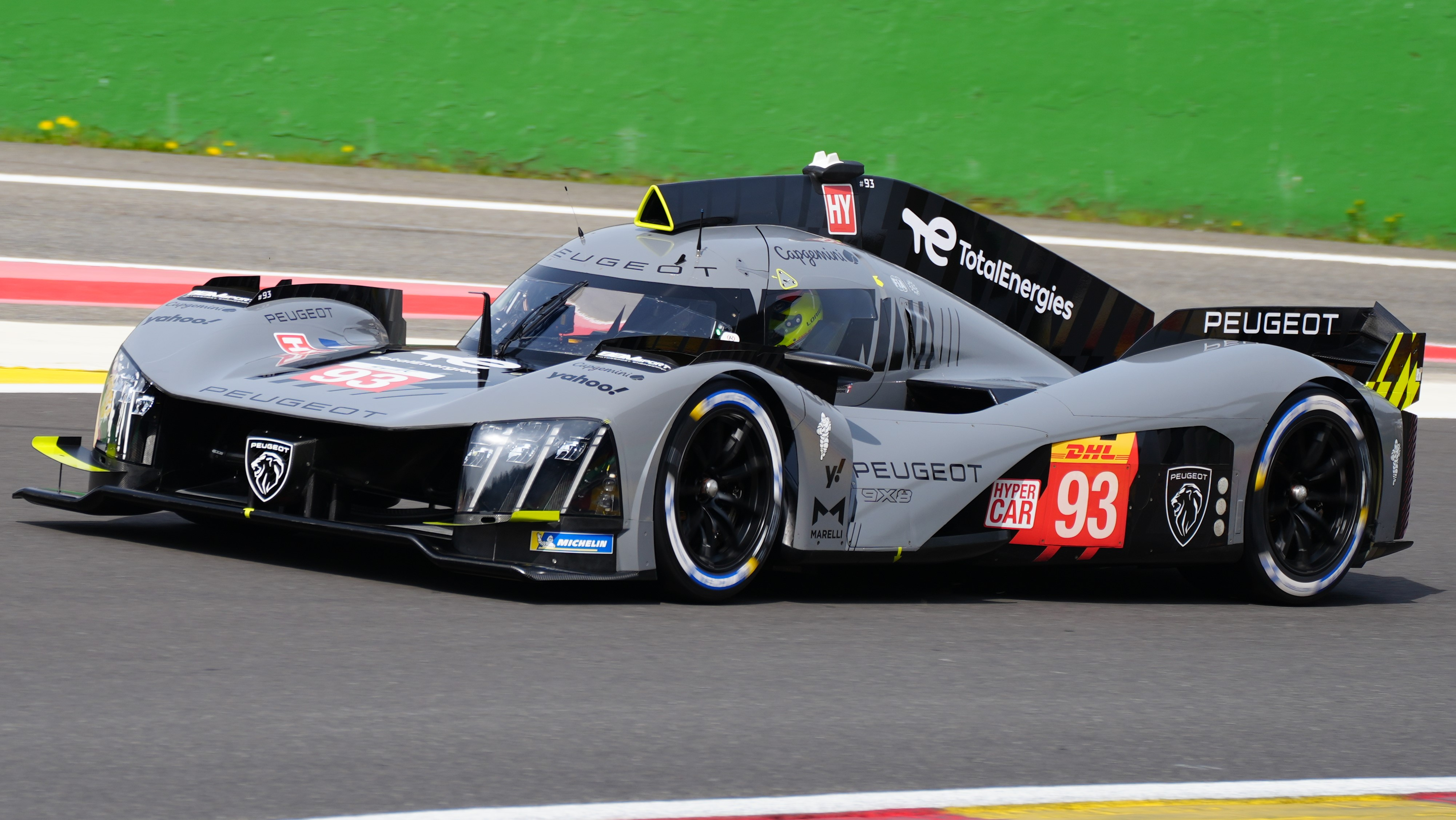
La Peugeot 9X8 di Vergne durante la 6 ore di Spa 2023

Nel 2022 Vergne viene ingaggiato della Peugeot per correre nella categoria Hypercar nel WEC insieme a Kevin Magnussen e Gustavo Menezes. La vettura Peugeot 9X8 però non viene omologata in tempo per la 1000 Miglia di Sebring e le altre due gare successive tra cui anche la 24 Ore di Le Mans. Confermato per la stagione 2023, il primo podio arriva solo nalla 6 Ore di Monza.

## Risultati sportivi

### Risultati in GP3
| Anno | Squadra       | 1         | 2          | 3       | 4       | 5         | 6          | 7       | 8       | 9       | 10      | 11      | 12      | 13      | 14      | 15      | 16      | Punti | Pos. |
| ---- | ------------- | --------- | ---------- | ------- | ------- | --------- | ---------- | ------- | ------- | ------- | ------- | ------- | ------- | ------- | ------- | ------- | ------- | ----- | ---- |
| 2010 | Tech 1 Racing | CAT FEA 5 | CAT SPR 21 | IST FEA | IST SPR | VAL FEA 4 | VAL SPR 17 | SIL FEA | SIL SPR | HOC FEA | HOC SPR | HUN FEA | HUN SPR | SPA FEA | SPA SPR | MNZ FEA | MNZ SPR | 9     | 17º  |

### Risultati in Formula Renault 3.5
| Anno | Team          | 1       | 2       | 3       | 4       | 5       | 6       | 7       | 8         | 9       | 10    | 11      | 12       | 13      | 14    | 15      | 16      | 17        | Punti | Pos |
| ---- | ------------- | ------- | ------- | ------- | ------- | ------- | ------- | ------- | --------- | ------- | ----- | ------- | -------- | ------- | ----- | ------- | ------- | --------- | ----- | --- |
| 2010 | Tech 1 Racing | ALC 1   | ALC 2   | SPA 1   | SPA 2   | MON 1   | BRN 1   | BRN 2   | MAG 1     | MAG 2   | HUN 1 | HUN 2   | HOC 1 11 | HOC 2 5 | SIL 1 | SIL 2 3 | CAT 1 3 | CAT 2     | 53    | 8º  |
| 2011 | Carlin        | ALC 1 6 | ALC 2 7 | SPA 1 2 | SPA 2 1 | MNZ 1 2 | MNZ 2 1 | MON 1 2 | NÜR 1 Rit | NÜR 2 4 | HUN 1 | HUN 2 1 | SIL 1 12 | SIL 2 4 | LEC 1 | LEC 2 3 | CAT 1 2 | CAT 2 Rit | 232   | 2º  |

### Risultati in Formula 1
| 2011 | Scuderia   | Vettura |  |  |  |  |  |  |  |  |  |  |  |  |  |  |  |    |  |    |    |  | Punti | Pos. |
| ---- | ---------- | ------- |  |  |  |  |  |  |  |  |  |  |  |  |  |  |  | -- |  | -- | -- |  | ----- | ---- |
| 2011 | Toro Rosso | STR6    |  |  |  |  |  |  |  |  |  |  |  |  |  |  |  | SP |  | SP | SP |  | –     |      |

| 2012 | Scuderia   | Vettura |    |   |    |    |    |    |    |     |    |    |    |   |     |     |    |   |    |    |     |   | Punti | Pos. |
| ---- | ---------- | ------- | -- | - | -- | -- | -- | -- | -- | --- | -- | -- | -- | - | --- | --- | -- | - | -- | -- | --- | - | ----- | ---- |
| 2012 | Toro Rosso | STR7    | 11 | 8 | 16 | 14 | 12 | 12 | 15 | Rit | 14 | 14 | 16 | 8 | Rit | Rit | 13 | 8 | 15 | 12 | Rit | 8 | 16    | 17º  |

| 2013 | Scuderia   | Vettura |    |    |    |     |     |   |   |     |     |    |    |     |    |    |    |    |    |    |    |  | Punti | Pos. |
| ---- | ---------- | ------- | -- | -- | -- | --- | --- | - | - | --- | --- | -- | -- | --- | -- | -- | -- | -- | -- | -- | -- |  | ----- | ---- |
| 2013 | Toro Rosso | STR8    | 12 | 10 | 12 | Rit | Rit | 8 | 6 | Rit | Rit | 12 | 12 | Rit | 14 | 18 | 12 | 13 | 17 | 16 | 15 |  | 13    | 15º  |

| 2014 | Scuderia   | Vettura |   |     |     |    |     |     |   |     |    |    |   |    |    |   |   |    |    |    |    |  | Punti | Pos. |
| ---- | ---------- | ------- | - | --- | --- | -- | --- | --- | - | --- | -- | -- | - | -- | -- | - | - | -- | -- | -- | -- |  | ----- | ---- |
| 2014 | Toro Rosso | STR9    | 8 | Rit | Rit | 12 | Rit | Rit | 8 | Rit | 10 | 13 | 9 | 11 | 13 | 6 | 9 | 13 | 10 | 13 | 12 |  | 22    | 13º  |

| Legenda | 1º posto     | 2º posto | 3º posto    | A punti         | Senza punti/Non class.  | Grassetto – Pole position Corsivo – Giro più veloce |
| Legenda | Squalificato | Ritirato | Non partito | Non qualificato | Solo prove/Terzo pilota | Grassetto – Pole position Corsivo – Giro più veloce |

### Risultati in Formula E
| Stagione | Squadra                 | Vettura                 | 1                   | 2            | 3           | 4                                               | 5       | 6       | 7       | 8       | 9      | 10     | 11      | 12      | 13     | 14      | 15      | 16      | Punti | Pos. |
| --- | ----------------------- | ----------------------- | ------------------- | ------------ | ----------- | ----------------------------------------------- | ------- | ------- | ------- | ------- | ------ | ------ | ------- | ------- | ------ | ------- | ------- | ------- | ----- | ---- |
| 2014-15 | Team Andretti           | Spark-Renault SRT 01E   | PEC                 | PUT          | PDE 14†     | BNA 6*                                          | MIA 18* | LBH 2   | MON Rit | BER 7   | MOS 4  | LON 3  | LON 16  |         |        |         |         |         | 70    | 7º   |
| 2015-16 | DS Virgin Racing        | Spark-Virgin DSV-01     | PEC 12              | PUT Rit      | PDE 7       | BNA 11                                          | MEX 16  | LHB 13  | PAR 2   | BER 5   | LON 3  | LON 7  |         |         |        |         |         |         | 56    | 9º   |
| 2016-17 | Techeetah               | Spark-Renault Z.E. 16   | HKG Rit             | MAR 8        | BNA 2       | MEX 2                                           | MON Rit | PAR Rit | BER 9   | BER 5   | NYC 2  | NYC 8  | MTR 2   | MTR 1   |        |         |         |         | 117   | 5º   |
| 2017-18 | Techeetah               | Spark-Renault Z.E. 17   | HKG 2               | HKG 9        | MAR 5       | SAN 1                                           | MEX 5   | PDE 1   | ROM 5   | PAR 1   | BER 3  | ZUR 10 | NYC 5   | NYC 1   |        |         |         |         | 198   | 1º   |
| 2018-19 | DS Techeetah            | Spark-DS E-TENSE FE19   | DIR 2               | MAR 5        | SAN Rit     | MEX 13                                          | HKG 13  | SAY 1   | ROM 14  | PAR 6   | MON 1  | BER 3  | BRN 1   | NYC 15  | NYC 7  |         |         |         | 136   | 1º   |
| 2019-20 | DS Techeetah            | Spark-DS E TENSE 20     | DIR Rit             | DIR 8        | SAN Rit     | MEX 4                                           | MAR 3   | BER Rit | BER 10  | BER 3G  | BER 1G | BER 18 | BER 7   |         |        |         |         |         | 86    | 3°   |
| 2020-21 | DS Techeetah            | Spark-DS E-Tense FE21   | DIR 15              | DIR 12       | ROM 1       | ROM 11                                          | VAL 9   | VAL 7   | MON 4*  | PUE Rit | PUE 8  | NYC 2* | NYC Rit | LON 12* | LON 12 | BER 6   | BER 10  |         | 81    | 10°  |
| 2021-22 | DS Techeetah            | Spark-DS E-Tense FE21   | DIR 8               | DIR 6        | MEX 3       | ROM 4                                           | ROM 2   | MON 3   | BER 2   | BER 9   | GIA 2  | MAR 4  | NYC 18  | NYC Rit | LON 14 | LON Rit | SEO 6   | SEO 6   | 144   | 4°   |
| 2022-23 | DS Penske               | Spark-E-Tense FE23 Gen3 | MEX 12              | DIR 7        | DIR 17      | HYD 1                                           | CAP 2   | SAP 5   | BER 7   | BER 3   | MON 7  | GIA 5  | GIA 16  | POR 11  | ROM 5  | ROM 15  | LON Rit | LON Rit | 107   | 5º   |
| 2023-24 | DS Penske               | Spark-E-Tense FE23 Gen3 | MEX 6               | DIR 2        | DIR 8       | SAP 7                                           | TOK 12  | MIS 6   | MIS 7   | MON 4   | BER 2  | BER 10 | SHA 6   | SHA 7   | POR 3  | POR 3   | LON 17  | LON 5   | 144   | 5º   |
| 2024-25 | DS Penske               | DS E-Tense FE25         | SAP 9               | MEX 5        | JED 6       | JED 7                                           | MIA 12  | MON 12  | MON     | TOK     | TOK    | SHA    | SHA     | GIA     | BER    | BER     | LON     | LON     | 26*   |      |
| \| Legenda \| 1º posto \| 2º posto \| 3º posto \| A punti \| Senza punti \| Grassetto=Pole position Corsivo=Giro più veloce \| \| Legenda \| Solo prove/Terzo pilota \| Non qualificato \| Ritirato/Non class. \| Squalificato \| Non partito \| Grassetto=Pole position Corsivo=Giro più veloce \| |                         |                         |                     |              |             |                                                 |         |         |         |         |        |        |         |         |        |         |         |         |       |      |
| Legenda | 1º posto                | 2º posto                | 3º posto            | A punti      | Senza punti | Grassetto=Pole position Corsivo=Giro più veloce |         |         |         |         |        |        |         |         |        |         |         |         |       |      |
| Legenda | Solo prove/Terzo pilota | Non qualificato         | Ritirato/Non class. | Squalificato | Non partito | Grassetto=Pole position Corsivo=Giro più veloce |         |         |         |         |        |        |         |         |        |         |         |         |       |      |

- G: Pilota col giro più veloce nel gruppo di qualifica.
- *: Fanboost

### Endurance

#### WEC
| Anno    | Squadra               | Classe   | Vettura     | SIL | SPA | LMS | NÜR | MEX | COA | FUJ | SHA | BHR | Punti | Pos. |
| ------- | --------------------- | -------- | ----------- | --- | --- | --- | --- | --- | --- | --- | --- | --- | ----- | ---- |
| 2017    | CEFC Manor TRS Racing | LMP2     | Oreca 07    | 6   | 7   | 4   |     | 3   | 6   | 5   | 9   | 6   | 81    | 10º  |
| Anno    | Squadra               | Classe   | Vettura     | SPA | LMS | SIL | FUJ | SHA | SEB | SPA | LMS |     | Punti | Pos. |
| 2018-19 | TDS Racing            | LMP2     | Oreca 07    |     |     |     | 4   |     |     |     |     |     | 12    | 16º  |
| Anno    | Squadra               | Classe   | Vettura     | SEB | SPA | LMS | MON | FUJ | BHR |     |     |     | Punti | Pos. |
| 2022    | Peugeot Sport         | LMH      | Peugeot 9X8 |     |     |     | Rit | 4   | Rit |     |     |     | 12    | 10°  |
| Anno    | Squadra               | Classe   | Vettura     | SEB | ALG | SPA | LMS | MON | FUJ | BHR |     |     | Punti | Pos. |
| 2023    | Peugeot Sport         | Hypercar | Peugeot 9X8 | 9   | 7   | 7   | 6   | 3   | 8   | 9   |     |     | 51    | 8°   |
| Anno    | Squadra               | Classe   | Vettura     | QAT | IMO | SPA | LMS | SÃO | COA | FUJ | BHR |     | Punti | Pos. |
| 2024    | Peugeot Sport         | Hypercar | Peugeot 9X8 | SQ  | 9   |     | 12  | 8   | 12  | 4   | 3   |     | 42    | 12°  |
| Anno    | Squadra               | Classe   | Vettura     | QAT | IMO | SPA | LMS | SÃO | COA | FUJ | BHR |     | Punti | Pos. |
| 2025    | Peugeot Sport         | Hypercar | Peugeot 9X8 | 9   | 9   | 11  | 15  |     |     |     |     |     | 5*    |      |
| Legenda |                       |          |             |     |     |     |     |     |     |     |     |     |       |      |

* Stagione in corso.

#### 24 Ore di Le Mans
| Anno | Team                  | Co-pilota                      | Auto            | Classe   | Giri | Pos. | Classe Pos. |
| ---- | --------------------- | ------------------------------ | --------------- | -------- | ---- | ---- | ----------- |
| 2017 | CEFC Manor TRS Racing | Tor Graves Jonathan Hirschi    | Oreca 07-Gibson | LMP2     | 360  | 7°   | 6°          |
| 2018 | G-Drive Racing        | Roman Rusinov Andrea Pizzitola | Oreca 07-Gibson | LMP2     | 369  | DSQ  | DSQ         |
| 2019 | G-Drive Racing        | Roman Rusinov Job van Uitert   | Aurus 01-Gibson | LMP2     | 364  | 11°  | 6°          |
| 2020 | G-Drive Racing        | Roman Rusinov Mikkel Jensen    | Aurus 01-Gibson | LMP2     | 367  | 9°   | 5°          |
| 2023 | Peugeot Sport         | Paul di Resta Mikkel Jensen    | Peugeot 9X8     | Hypercar | 330  | 8°   | 8°          |
| 2024 | Peugeot Sport         | Nico Müller Mikkel Jensen      | Peugeot 9X8     | Hypercar | 309  | 12°  | 12°         |
| 2025 | Peugeot Sport         | Paul di Resta Mikkel Jensen    | Peugeot 9X8     | Hypercar | 379  | 16°  | 16°         |